# Andrei Nikolajewitsch Illarionow

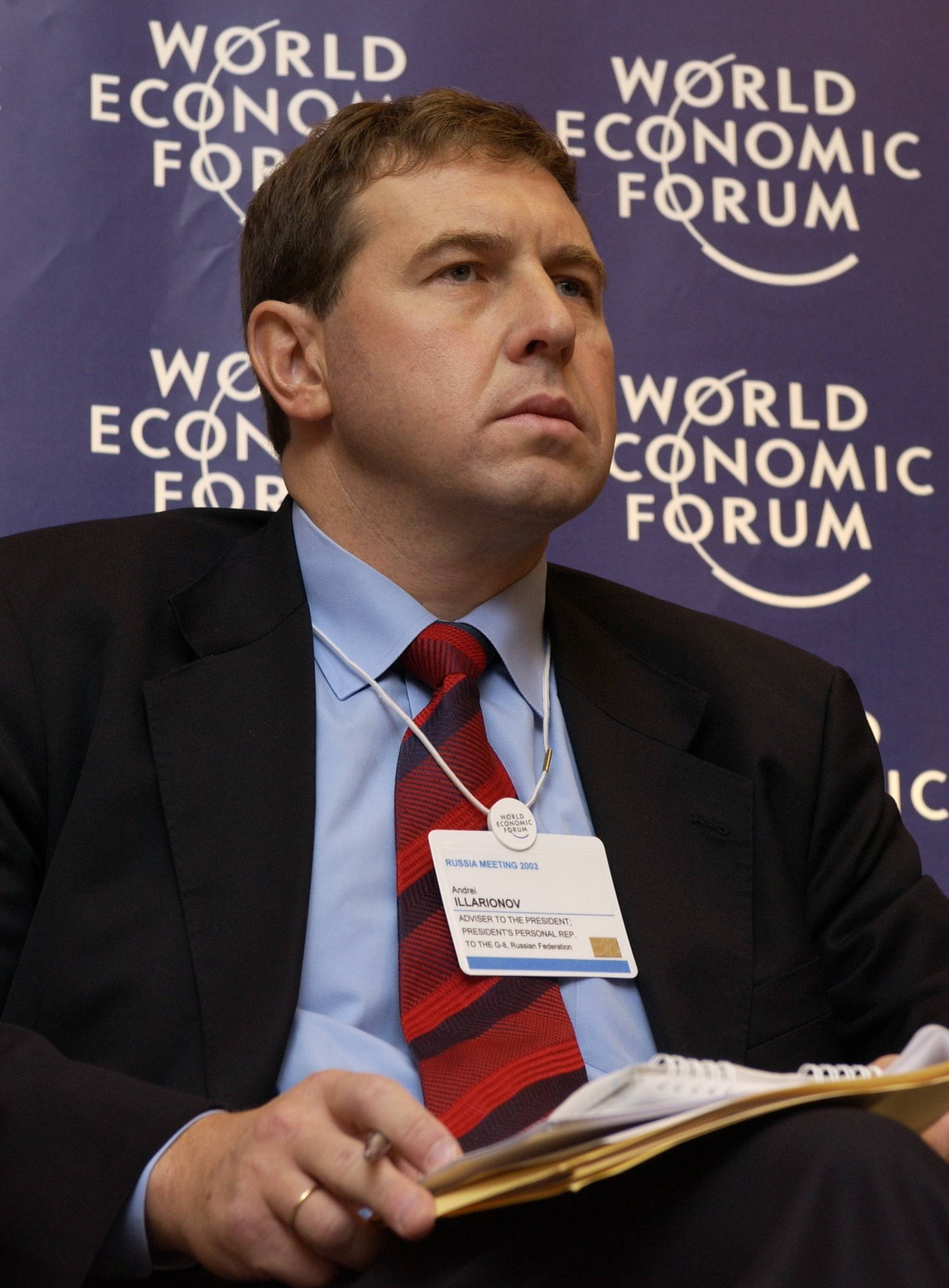
Andrei Illarionow (2003)

Andrei Nikolajewitsch Illarionow (russisch Андре́й Никола́евич Илларио́нов; * 16. September 1961 in Sestrorezk) ist ein russischer Ökonom, der 2000–2005 als Wirtschaftsberater Wladimir Putins tätig war und später im Cato Institute Center for Global Liberty and Prosperity wirkte.

## Biografie
Illarionow wurde in Sestrorezk geboren, studierte an der Staatlichen Universität Sankt Petersburg und erhielt 1987 den Ph.D.
Er war Berater für Wirtschaftsminister Gaidar sowie des Ministerpräsidenten Tschernomyrdin. Unter Putin war er Haupt-Wirtschaftsberater und wurde Vertreter Russlands bei der G8.
2005 beklagte er, dass Russland nicht länger ein demokratisches Land sei und zog sich zurück, weil Russland „ein unfreier, kriegshetzerischer Staat wurde, der von einer Clique regiert wird“. 2006 zitierte ihn Wedomosti: Die russischen Führer hätten „die Rechtsprechung zerstört, die Menschenrechte vergewaltigt, die freien Medien im Würgegriff, die Demokratie liquidiert, Nichtregierungsorganisationen diskreditiert, Privateigentum nationalisiert und Energieressourcen als Waffen gegen seine Nachbarn verwendet.“
Im Jahr 2014 bezeichnete er Russland als Konzernstaat: „In dem Sinn, dass der Staat von einem Konzern besessen wird. Einem Konzern der aktuellen und ehemaligen Agenten des KGB, FSB und anderer Geheimdienste der Sowjetunion und Russlands.“
Illarionow wies 2016 darauf hin, dass die Goldkäufe Russlands Anfang 2016 „alle Rekorde gebrochen“ hätten. Dies, bei gleichzeitigem wirtschaftlichem Stillstand, weise auf die Vorbereitung einer Langzeitkonfrontation hin, welche schon mit dem Beginn der Aufrüstung im Jahr 2010 begonnen hätte. So gesehen wären die militärischen Konfrontationen mit Georgien und der Ukraine keine zufälligen Aktionen gewesen.